# Juro que te amo
Juro que te amo es una telenovela mexicana producida por MaPat López de Zatarain para Televisa en 2008 y 2009. Es una adaptación de la telenovela Los parientes pobres de 1993, producida por Carla Estrada.
Está protagonizada por Ana Brenda Contreras, José Ron, Paty Navidad y Alejandro Ávila, junto con Alexis Ayala, Florencia de Saracho, Marcelo Córdoba y Cecilia Gabriela en los roles antagónicos.

## Argumento
Violeta Madrigal es una hermosa chica que vive en un pueblo con sus padres, Amado y Antonia, y sus hermanos Julio y Daniel, y su hermana Lia. La familia era la más rica de la ciudad, pero después de perder su fortuna se dieron cuenta de la hipocresía de la gente que antes parecía amar y respetarlas. Justino Fregoso es el más poderoso de los antiguos amigos de la familia Madrigal, quien hizo su fortuna a través de negocios turbios que pusieron fin a la estabilidad de la empresa de cobre, propiedad de la familia Madrigal. Esta nueva situación beneficia a su esposa Malena Fregoso, que disfruta de su nueva posición rica, y su hija Mariela, quien aprovecha cada oportunidad para humillar a Violeta.

## Elenco
- Ana Brenda Contreras - Violeta Madrigal Campero
- José Ron - José María Aldama
- Patricia Navidad - Antonia Campero Vda. de Madrigal
- Alejandro Ávila - Mariano Lazcáno Madrigal
- Alexis Ayala - Justino Fregoso
- Cecilia Gabriela - Leonora Cassis Zuloaga de Lazcáno
- Florencia de Saracho - Mariela Fregoso de Cuellar
- Marcelo Córdoba - Maximiliano Cuéllar
- Lourdes Reyes - Malena de Fregoso
- José Elías Moreno - Rogelio Urbina
- Mariana Karr - Doña Fausta Zuloaga
- Luis José Santander - Amado Madrigal Pereira
- Imanol Landeta - Pablo Lazcano Cassis
- Natasha Dupeyrón - Rosalía "Lía" Madrigal Campero
- Xavier Marc - Padre Basilio Herrera
- Joana Brito - Jesusa Ponciano
- Héctor Sáez - Toribio
- Germán Gutiérrez - Dr. Alejandro Rangel
- Jessica Coch - Cristina de Urbina
- Alberto Agnesi - Renato Lazcano Cassis
- Liliana Goret - Ivanna Lazcano Cassis
- Pepe Gámez - Julio Madrigal Campero
- Francisco Rubio - Claudio Balcázar
- Loreli Mancilla - Candela
- Roberto Miquel - Delfino
- Antonio Escobar - Pantaleón
- Osvaldo de León - Rodrigo Charolet
- Lorena Álvarez - Adelaida Lacayo
- Ariane Pellicer - Janis
- Claudia Godínez - Celia
- Gerardo Murguía - Celestino Charolet
- Lizzeta Romo - Florencia
- Graciela Bernardos - Adelina
- Cecilia Romo - Olvido
- Kelchie Arizmendi - Irma
- Adriano Zendejas - Daniel "Danny" Madrigal Campero
- Sury Sadai - Coralito
- María Marcela - Sara
- Óscar Ortiz de Pinedo - Osciel
- Alejandra Jurado - Chona
- Yousi Díaz
- Mónica Garza - Gracia Lacayo
- Sergio Mayer - Productor
- Jorge Van Rankin
- Eugenio Bartilotti
- Bárbara Hidalgo
- Juan Antonio Edwards
- Maricarmen Vela
- Lily Garza
- Rocío Sobrado - Enfermera
- Ángeles Balvanera
- Juan Ignacio Aranda - Rueda
- Marco Muñoz - Andrés terapeuta

## Equipo de producción
- Historia original - Liliana Abud
- Versión libre - Gabriela Ortigoza
- Adaptación - Antonio Abascal, Carlos Daniel González
- Edición literaria - Rossana Ruiz
- Asesoría literaria - Marimar Oliver
- Tema - Juro que te amo
- Autores - Mauricio L. Arriaga, J. Eduardo Murguía, Armando Ávila
- Intérprete - David Bisbal
- Música original e incidental - Rubén Zepeda
- Musicalizador - Eduardo Diazayas
- Escenografía - Ricardo Navarrete
- Ambientación - Manuel Domínguez
- Diseño de vestuario - María Dolores Gómez, Ana Luisa Miranda
- Diseño de imagen - Televisa San Ángel
- Jefa de reparto - Rocío Fonseca
- Jefas de producción - Yeyé Palacios, Fernanda Gutiérrez
- Editora - Gabriela Torres
- Directora de arte - Gabriela Barbosa
- Gerentes de producción - Carolina Gallástegui, Arturo Portilla
- Coordinadora de producción - Jessica Balboa
- Dirección de cámaras en locación - Mauricio Manzano
- Dirección de cámaras en foro - Óscar Morales
- Dirección de escena en locación - Mauricio Rodríguez
- Dirección de escena en foro - Lily Garza
- Productor asociado - Marco Vinicio López de Zatarain
- Productora ejecutiva - Martha Patricia López de Zatarain

## DVD
El Grupo Televisa lanza a la venta en formato DVD sus novelas. 

## Versiones
- Los parientes pobres, telenovela mexicana producida por Carla Estrada para Televisa en 1993, protagonizada por Lucero como Margarita, Ernesto Laguardia como Jesús y antagonizada por Alexis Ayala como Bernardo y Chantal Andere como Alba.

## Premios y nominaciones

### Premios TVyNovelas 2009
| Categoría              | Persona         | Resultado |
| ---------------------- | --------------- | --------- |
| Mejor actor            | Alejandro Ávila | Nominado  |
| Mejor actor antagónico | Alexis Ayala    | Nominado  |
| Mejor actor juvenil    | José Ron        | Nominado  |

### TV Adicto Golden Awards
| Año  | Categoría                   | Nominados | Resultado |
| ---- | --------------------------- | --------- | --------- |
| 2008 | Mejores créditos de entrada | Mapat     | Ganadora  |